# 古城車両基地
座標: 北緯39度55分06.20秒 東経116度11分16.81秒 / 北緯39.9183889度 東経116.1880028度
古城車両基地（こじょうしゃりょうきち、グーチョンしゃりょうきち）は、中華人民共和国北京市石景山区に所在する北京地下鉄の車両基地である。1969年10月1日の1号線開業に伴い、使用が開始された。北京地下鉄の車両基地としては最も古い。

古城路駅と出入庫線でつながっていて、古城路行の電車で終点に到着してもそのまま車両に乗車していれば、一般人でも車両基地の内部に入り、基地内にある単式ホームに降車することができると言われている。